# Исторический музей провинции Шэньси
Исторический музей провинции Шэньси расположен на северо-западе от Большой пагоды диких гусей в древней части Сианя, в провинции Шэньси, и является одним из первых крупнейших музеев в Китае с полностью современным оборудованием. В музее находится свыше 370 тыс. экспонатов, в том числе фрески, картины, керамика, монеты, а также другие бронзовые, золотые и серебряные изделия. Современный музей был построен между 1983 и 2001 годами, и его внешний вид напоминает архитектурный стиль династии Тан.

## История
Строительство музея началось в 1983 году. Для общественности он был открыт 20 июня 1991 года. Территория музея имеет площадь 65000 м², площадь здания 55600 м², склад 8000 м², выставочные залы 11000 м². Здание музея выполнено в архитектурном стиле династии Тан.

## Основные экспонаты музея
- Останки Ланьтяньского человека.
- Печать с оленем времен династии Цинь.
- Стоящий на коленях лучник, 120-сантиметровая фигура, найденная в 1977 году на раскопе гробницы императора Цинь Шихуанди.
- Четырехногий Ли, бронзовая посуда времен династии Шан.
- Игра в поло, фреска времен династии Тан с людьми, играющими в поло в Китае.
- Печать императрицы, нефритовая печать времен династии Западная Хань, найденная на раскопе возле могилы императора Гао-цзу, первого императора династии Хань — одна из самых важных имперских печатей, когда либо найденных в Китае.

## Галерея

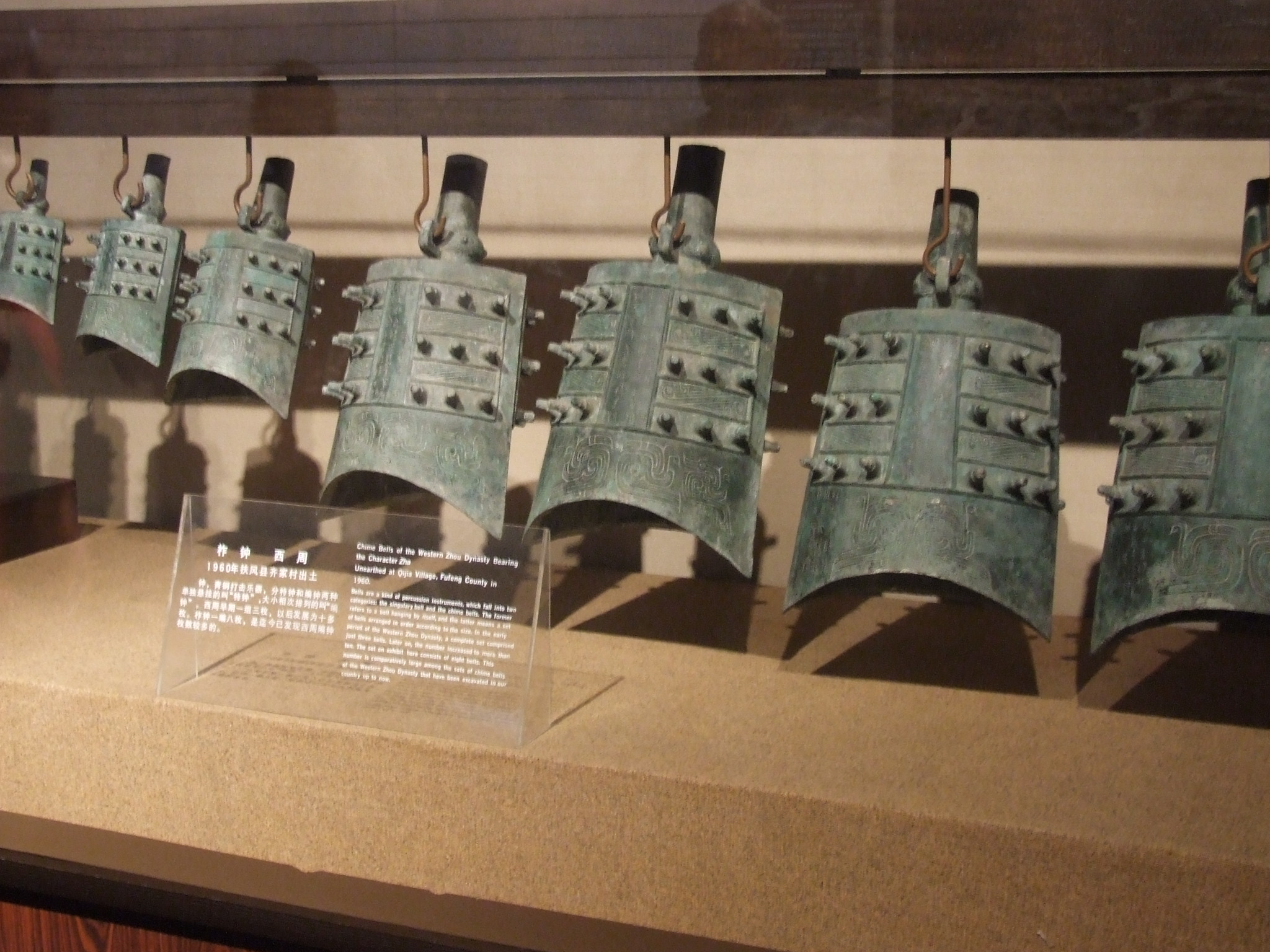
Zhou Dynasty bronze Bianzhong
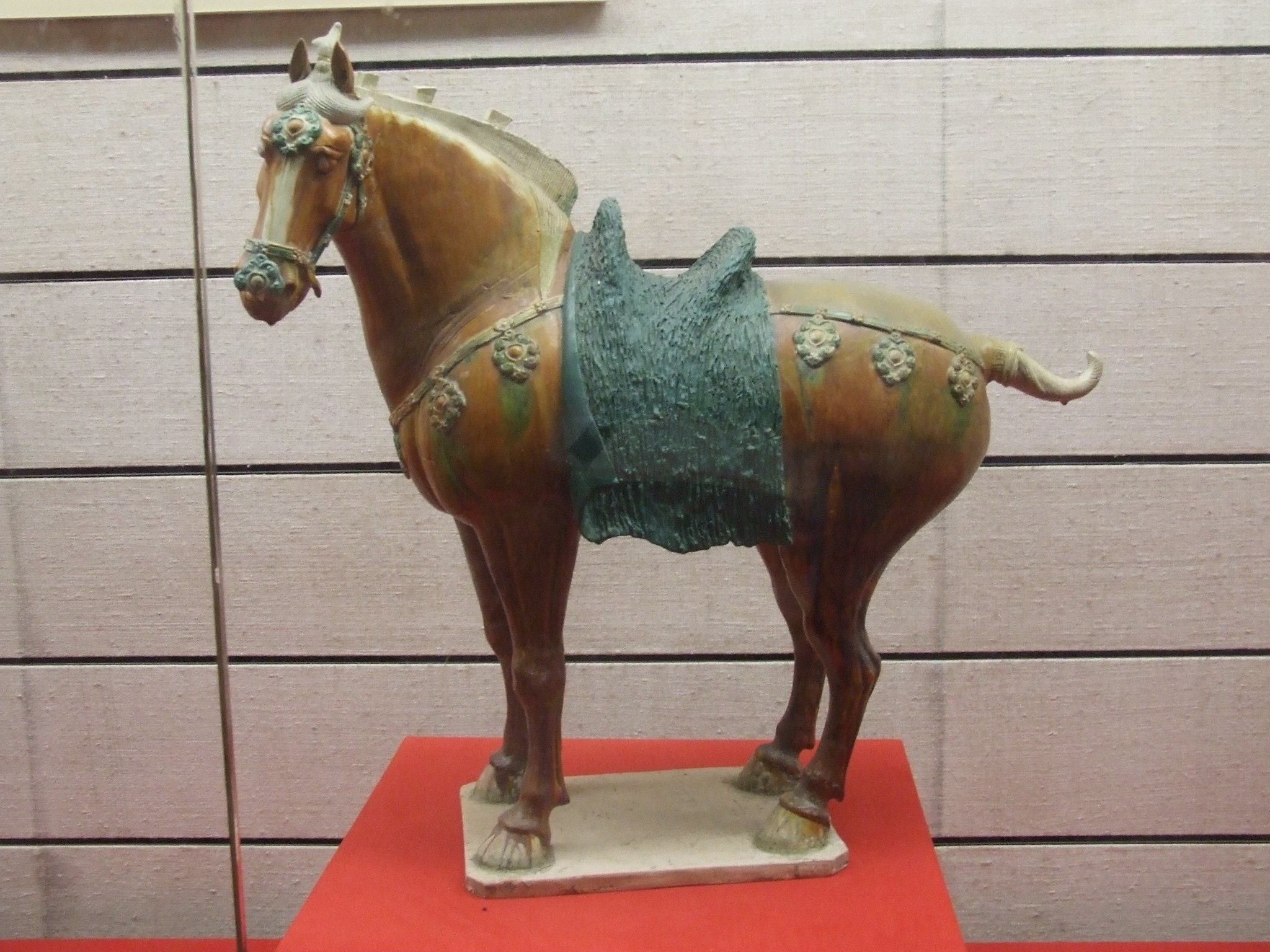
Ceramic Tang Sancai horse
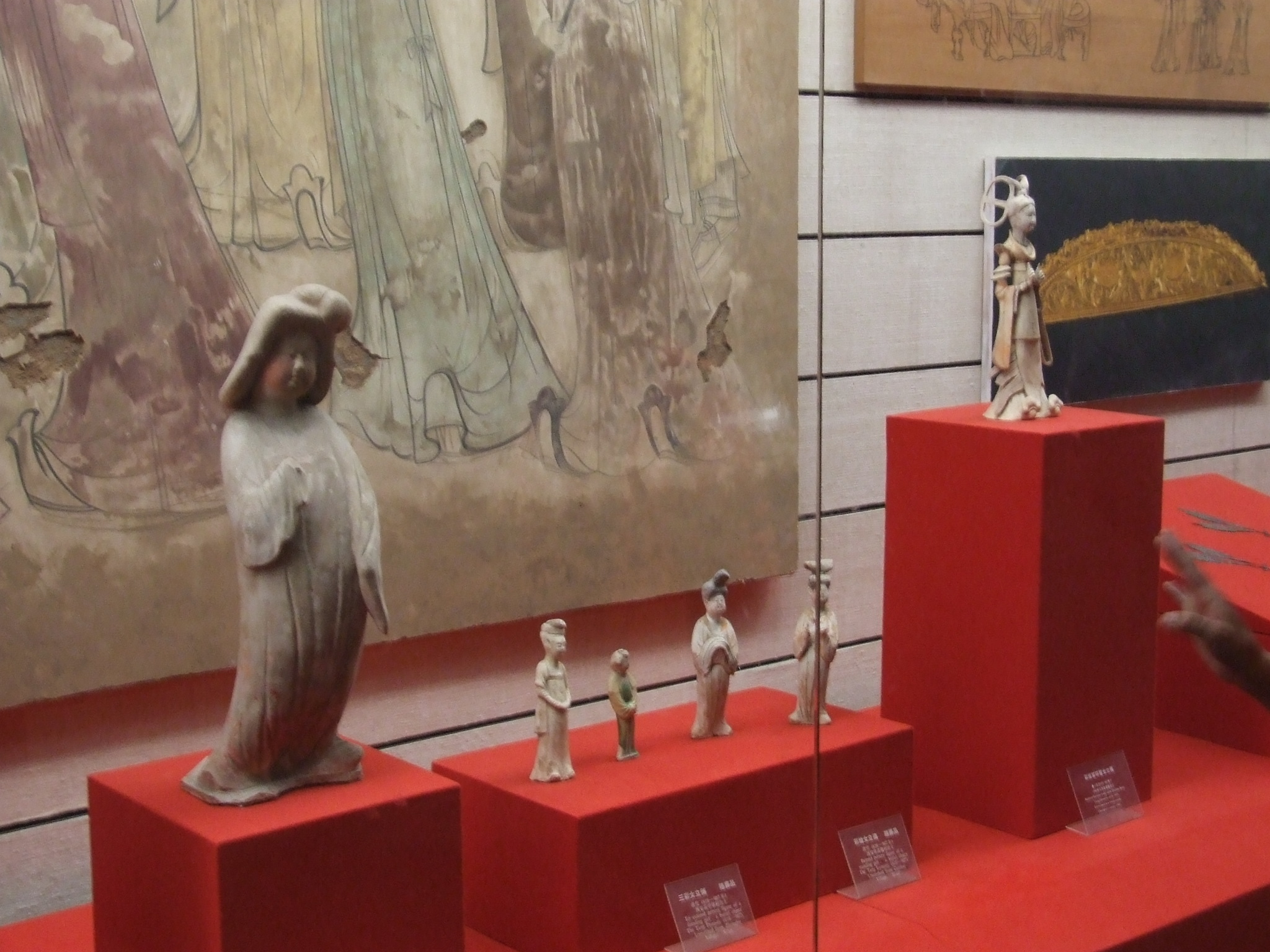
Terracotta sculptures of ladies
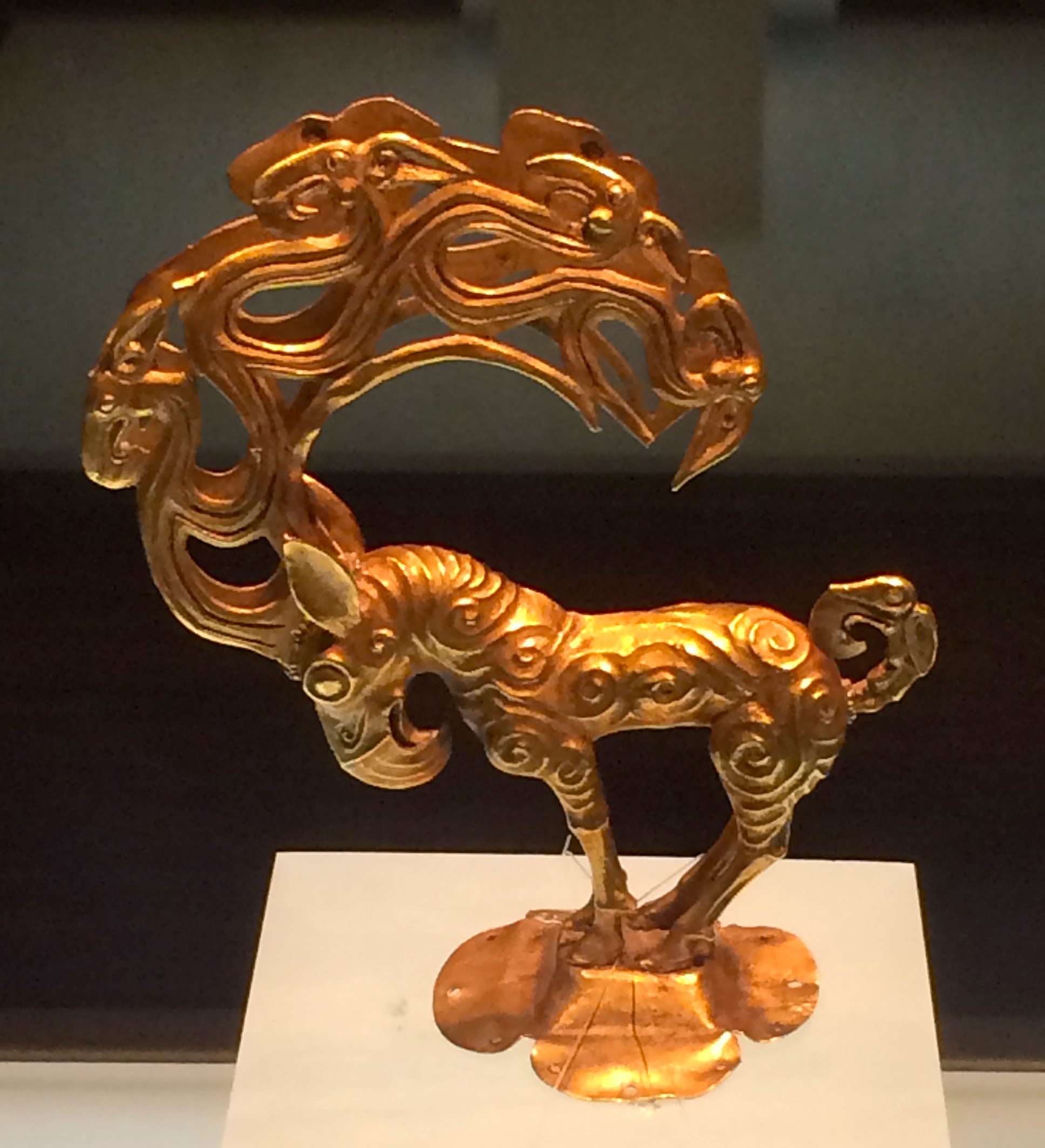
Gold Monster from the Han Dynasty